# Société française de génie des procédés
La Société française de génie des procédés (Sociedad Francesa de Ingenieros de Procesos) o SFGP es una organización francesa de ingenieros de procesos.  Es miembro de la Federación Europea de Ingeniería Química y la Fédération Française pour les sciences de la Chimie (FFC).  Publica una revista técnica "Récents progrès en Génie des Procédés", un boletín de noticias para sus miembros "Procédique", y organiza un congreso cada dos años.  
La sociedad se originó de un congreso en 1987, 1er Congrès Français de Génie des Procédés, con la formación al año siguiente del Groupe Français de Génie des Procédés (GFGP), inicialmente con 340 miembros., la cual en 1997 se transformó en la Sociedad de Ingenieros de Procesos.